# 39P/Oterma
La Cometa Oterma, formalmente indicata come 39P/Oterma è una cometa periodica del Sistema solare, scoperta l'8 aprile 1943 dall'astronoma finlandese Liisi Oterma, dall'Osservatorio Universitario di Turku, in Finlandia.
Da alcuni è classificata nella famiglia cometaria di Giove, da altri nel gruppo dei centauri. Ad ogni modo, l'orbita percorsa dalla cometa è fortemente influenzata dall'attrazione gravitazionale del gigante gassoso. L'orbita attualmente seguita, ellittica, caratterizzata da un periodo orbitale di 19,53 anni e compresa tra quelle di Giove e Saturno, non è particolarmente stabile. Infatti, incontri ravvicinati con Giove tendono a mutarla in modo repentino. È stato osservato che la cometa passa da una risonanza 2:3 ad una 3:2 con Giove e viceversa. Inoltre, in seguito ad incontri ravvicinati con Saturno, l'ultimo dei quali è avvenuto nel XVIII secolo, la cometa subisce una variazione orbitale tale da poter essere catturata dall'attrazione gravitazionale di Giove e divenirne per qualche tempo un satellite. La cometa può così percorrere alcune rivoluzioni intorno a Giove su un'orbita caratterizzata da una distanza afelica molto piccola, prima di essere espulsa dal sistema gioviano su un'orbita non molto dissimile da quella precedentemente percorsa.
L'appartenenza alla famiglia di comete quasi-Hilda ha fatto sì che nell'ultimo secolo, la cometa è stata catturata da Giove in almeno due occasioni: dal 1935 al 1939 e dal 1962 al 1964.